# Морозов, Сергей Николаевич (футболист)
Сергей Николаевич Морозов (укр. Сергій Миколайович Морозов; род. 15 января 1961, Жданов, Сталинская область) — советский и украинский футболист, нападающий. Мастер спорта СССР (с 1980 года). Награждён знаком «Шахтёрской славы» ІІІ степени (с 1980 года).

## Игровая карьера
Воспитанник ждановского футбола. Тренеры — В. Б. Сидоров и А. А. Якушевский.
Во взрослом футболе дебютировал в 1978 году в команде 2-й лиги «Новатор» (Жданов).
Вскоре его забрал к себе донецкий «Шахтёр», где он завершал сезон в дубле. За это время сумел проявить себя в команде, забил 4 мяча в играх за дублирующий состав.
В 1979 дебютировал за основу «Шахтёра». После двух сезонов в составе «горняков» был призван в армию.
В сезонах 1980—1982 годов выступал в составах армейских клубов Киева и Москвы.
В состав донецкой команды вернулся в 1982 году. На протяжении следующих пяти сезонов был основным игроком атакующей линии команды. В этот период «Шахтёр» завоевал Кубок и Суперкубок СССР, принимал участие в розыгрыше еврокубков. В розыгрыше Кубка обладателей кубков сезона 1983/84 разделил с одноклубником Виктором Грачёвым и Марком МакГи из «Абердина» звание лучшего бомбардира турнира.
С 1986 года защищал цвета ряда футбольных клубов с Украины. В период 1989—1991 выступал за николаевский «Судостроитель». В 1990 году команда завоевала серебряные награды второй лиги в первой зоне чемпионата УССР среди 19 команд. В список 22 лучших игроков зоны ФФУ включила Тимофеева, Машнина и Морозова (все — под № 1). Он также сумел стать лучшим бомбардиром зоны Второй лиги, забив 21 мяч.
После распада СССР отправился играть за границу. Выступал за венгерские МТК и «Халадаш», но не сумел закрепиться в составе и вернулся на Украину.
В 1994 году вновь попробовал силы за границей в прибалтийских клубах. Выступая в столичной «Лантана-Марлекор» стал серебряным призёром чемпионата Эстонии и лучшим бомбардиром Премиум лиги, 25 раз поразив ворота соперников.
После возвращения на Украину выступал за любительские клубы Николаевской области и во второй лиге за «Олимпию ФК АЭС». Завершил игровую карьеру в «Колосе» из Степового в 1999 году.
Завершив игровую карьеру стал тренером СДЮШОР муниципального футбольного клуба «Николаев».

## Достижения

### Командные
- Обладатель Кубка СССР (2): 1980, 1983
- Обладатель Суперкубка СССР 1984
- Обладатель Кубка сезона СССР: 1984
- Серебряный призёр чемпионата Эстонии: 1995
- Финалист Кубка Венгрии: 1993

### Личные
- Лучший бомбардир Кубка кубков: 1984
- Лучший бомбардир чемпионата Эстонии: 1995
- В списке 33-х лучших футболистов Украинской ССР: 1983 (№ 2)
- В списке 22-х лучших игроков зоны Украинской ССР второй лиги: 1990 (№ 1)